# Malabaila sedov
Malabaila sedov är en flockblommig växtart som beskrevs av Ahmed Ahmad Parsa. Malabaila sedov ingår i släktet Malabaila och familjen flockblommiga växter. Inga underarter finns listade i Catalogue of Life.